# Avenida do Contorno (Niterói)
Avenida do Contorno é um importante logradouro do município de Niterói, sendo um trecho da Rodovia Rio—Vitória / BR-101.

## História
Inaugurada no início dos anos 1960, a Avenida do Contorno foi criada para fazer a ligação das áreas portuárias e ferroviárias de Niterói e São Gonçalo, além de melhorar as condições viárias entre as duas cidades. Com a inauguração da Ponte Rio-Niterói, em 1974, o tráfego de veículos na via aumentou e sua ampliação de capacidade tornou-se uma necessidade.
Com 2,2 quilômetros de extensão, a Avenida do Contorno recebe o fluxo de veículos proveniente das cidades de Niterói, Rio de Janeiro e outros municípios da região metropolitana com destino à rodovia Niterói–Manilha e às regiões de São Gonçalo e Itaboraí.
Para quem vai pegar a Ponte Rio-Niterói em direção ao Rio, tanto para quem vai para Região dos Lagos, Itaboraí e São Gonçalo a Avenida do Contorno é um trecho pertencente a Niterói Manilha, ela começa no Viaduto da Contorno e termina no Trevo, já em Niterói, onde podem pegar seja em direção ao Centro de Niterói, Icaraí e para Alameda São Boaventura.